# 蒙舍庞
蒙舍庞，又作蒙舍尨、舍尨、蒙迦独、奢旁、奢庞、蒙舍龙，7世纪初蒙舍诏部落渠帅，南诏始祖。姓蒙氏。
舍庞自称哀牢之后，乌蛮别种。居住在蒙舍川（治今云南巍山彝族回族自治县西北垅圩图山），约在隋末唐初，为部落渠帅。蒙舍庞去世后，其子庞迦独，嗣为渠帅。《新唐书》记载舍尨的儿子就是细奴逻。